# Medrese Kutlug Murad Inak

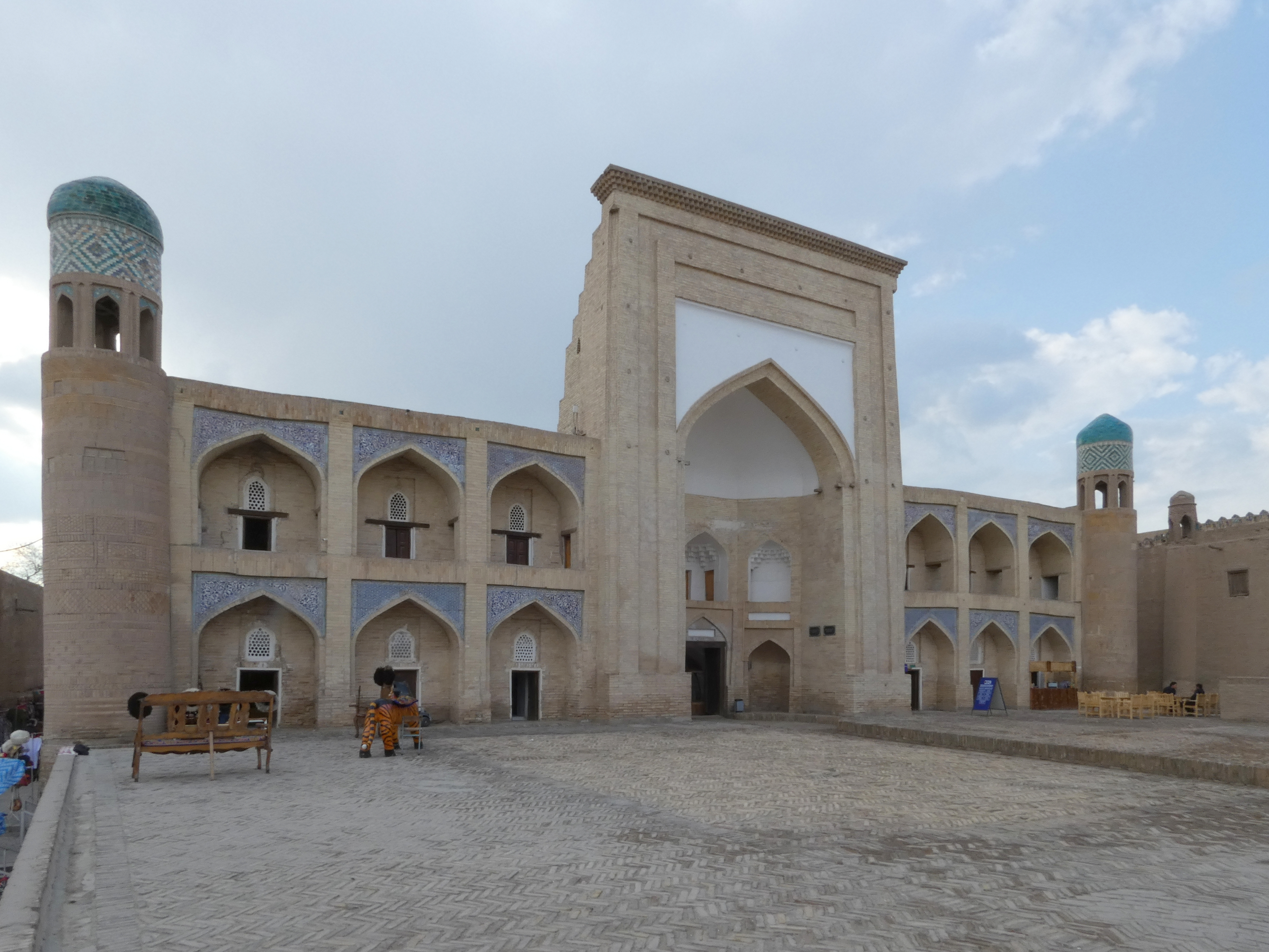
Die Medrese Kutlug Murad Inak

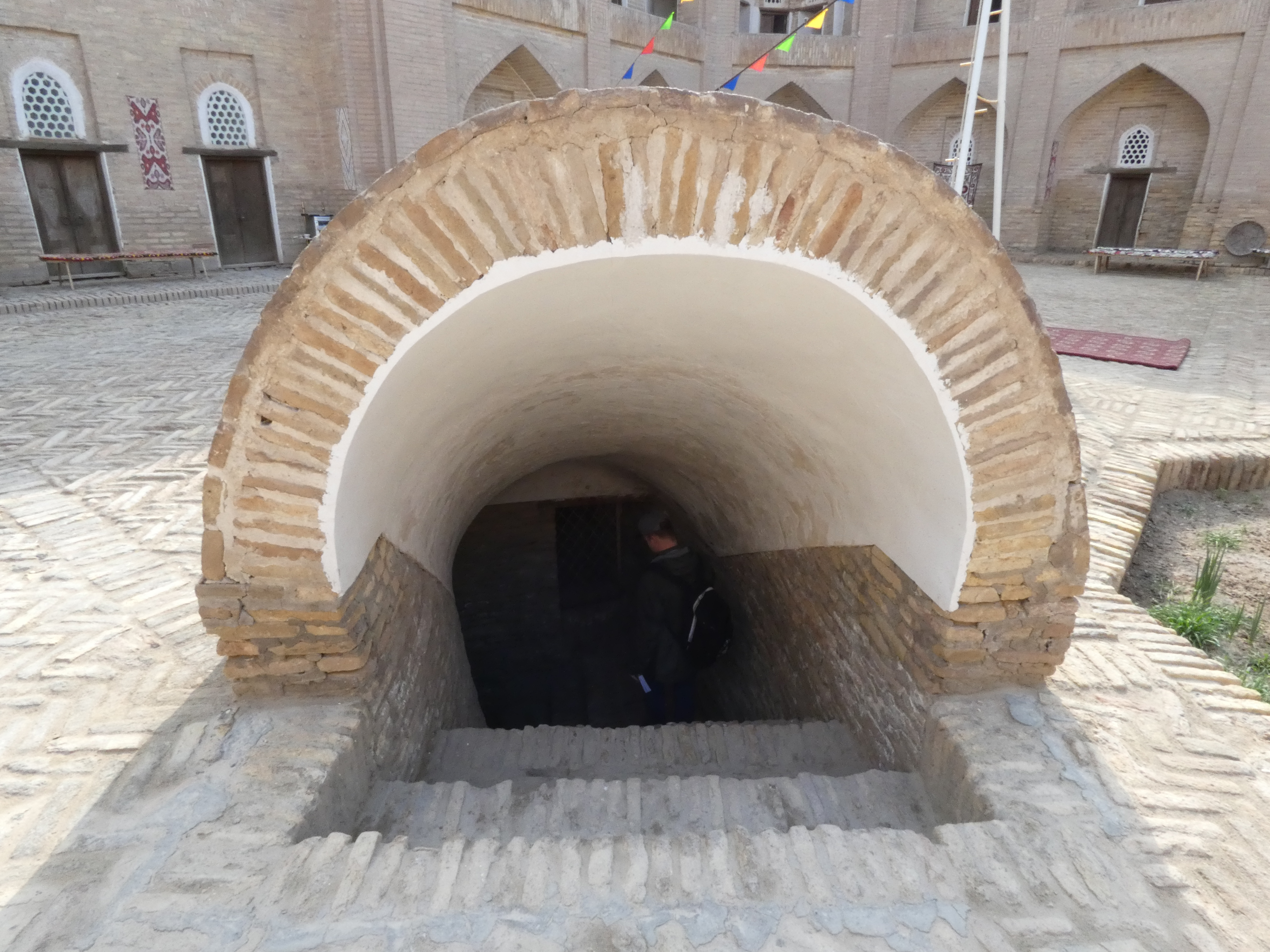
Begehbarer Brunnen auf dem Hof der Medrese

Die Medrese Kutlug Murad Inak in Ichan Qalʼа, der historischen Altstadt Chiwas, ist eine Medrese aus dem frühen 19. Jahrhundert. Sie ist wie all die anderen historischen Bauten der Altstadt Teil des UNESCO-Welterbes.

## Bauwerk
Die Medrese wurde zwischen 1804 und 1812 auf Betreiben Kutlug Murad Inaks, nach dem sie benannt wurde, errichtet. Sie steht vis-à-vis der Medrese Alla Kuli Khan im Osten der Altstadt. Die Medrese Kutlug Murad Inak war bei ihrer Fertigstellung die einzige zweigeschossige in Chiwa und der einzige Bau, an dem unglasierte Terrakotten verwendet wurden.
Kutlug Murad Inak verfügte, in seiner Medrese bestattet zu werden. Da er jedoch außerhalb der Mauern der Stadt starb und es einer Tradition folgend nicht erlaubt war, Tote durch die Tore zu tragen, musste für seine Bestattung ein Durchbruch in der Stadtmauer Ichan Qalʼаs geschaffen werden. Das Grabmal befindet sich unter dem Fußboden des zentralen Vestibüls.
Im Innenhof der Medrese befindet sich ein bedeckter Brunnen. Dieser wurde nicht nur von Bewohnern dieser, sondern auch von der Bevölkerung der Stadt genutzt.